# Zapiski z Toskanii
Zapiski z Toskanii (fran. Copie conforme) – francusko-włosko-belgijsko-irański dramat filmowy z 2010 roku w reżyserii Abbasa Kiarostamiego.

## Fabuła
Elle (Juliette Binoche), właścicielka sklepiku z antykami, przybywa na wykład Jamesa Millera (William Shimell), brytyjskiego pisarza promującego swoją najnowszą książkę. Po spotkaniu zaprasza go na wycieczkę do małego miasteczka, gdzie właścicielka kawiarni bierze ich za małżeństwo. Oboje wykorzystują to zdarzenie, by rozpocząć subtelną grę. Choć prawie się nie znają, rozmawiają o miłości, jakby byli wieloletnim małżeństwem.

## Obsada
- Juliette Binoche jako Elle
- William Shimell jako James Miller
- Jean-Claude Carrière jako mężczyzna
- Agathe Natanson jako kobieta
- Adrian Moore jako syn

i inni

## Produkcja
Zdjęcia kręcono w Lucignano (prowincja Arezzo).